# Beni (album)
Beni è il primo album della cantante giapponese J-pop Beni Arashiro, pubblicato il 9 febbraio 2005 dalla Avex Trax. L'album contiene i quattro singoli pubblicati prima dell'uscita dell'album. L'album è arrivato alla quattordicesima posizione della classifica Oricon degli album più venduti in Giappone, ed ha venduto circa 25 000 copie.

## Tracce
CD
1. Introduction
2. Here Alone (Album version)
3. Harmony
4. Break out
5. True fighter
6. Miracle (Album version)
7. Oh, happy day
8. Silhouette (Album version)
9. Infinite...
10. Gems
11. Daphne
12. Step
13. Always
14. Give me up (CD Only track)

DVD
1. Harmony (PV)
2. Infinite... (PV)
3. Here alone (PV)
4. Debut Live Event Digest (デビューライブイベントのダイジェスト版)
5. Album Original Video Oh, happy day (アルバムオリジナル映像)